# Wabi-sabi
Wabi-sabi (jap. 侘び寂び) je pojem z japonské estetiky, který je zaměřen na přijetí krásy věcí v jejich pomíjivosti a nedokonalosti. Od toho se odvíjí světonázor nabádající žít současností, akceptovat nedokonalost a oceňovat jednoduchost.
Z hlediska materiální estetiky wabi-sabi jsou charakteristické vlastnosti jako asymetrie, drsnost, nedokonalost, nestálost, neúplnost, skromnost, jednoduchost, intimita, zemitost, šerost, neokázalost.

## Historie

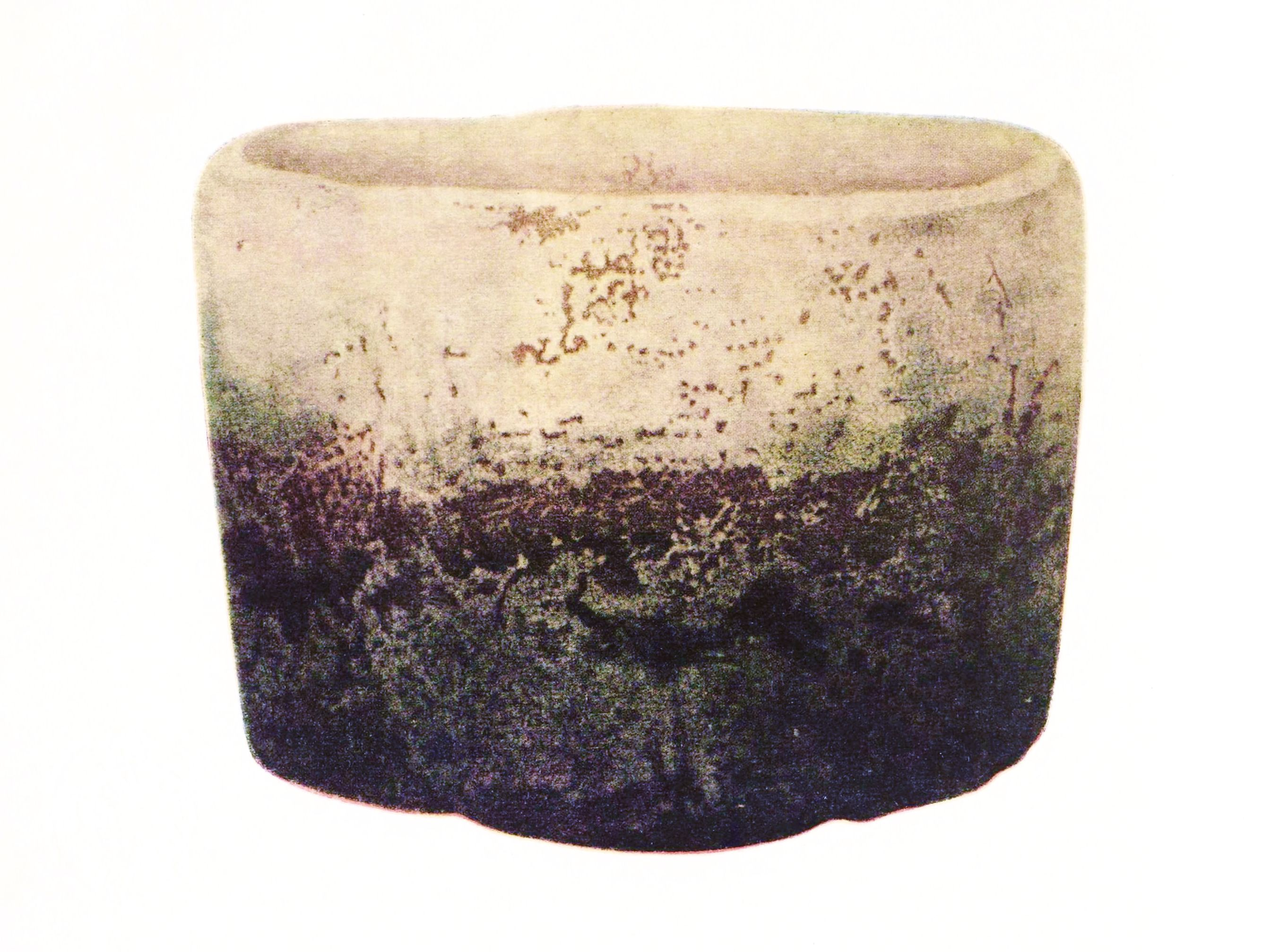
Čajová miska ve stylu Raku, Edo perioda, 17. století. japonský národní poklad.

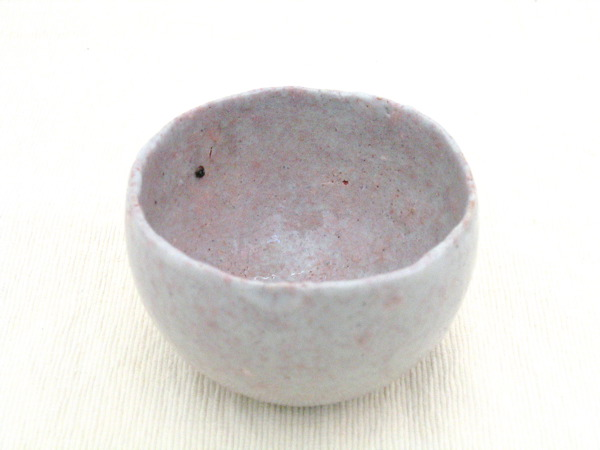
Moderní čajová miska ovlivněná stylem wabi-sabi

Wabi-sabi bylo od počátku ovlivněno filozofií mahajánového a zenového buddhismu. V Japonsku se principy wabi-sabi začaly více uplatňovat v 15. a 16. století spolu s čajovým obřadem, který byl původně rozvíjen buddhistickými kněžími. Čajový obřad se však postupně stával také zábavou pro elity, při které se používalo drahé a bohatě zdobené čínské keramiky. Reakcí na tento trend extravagance bylo otevření čajového obřadu i pro obyčejné lidi za používání obyčejné nezdobné keramiky, který na konci 15. století začal praktikovat zenový mnich Murata Šukó. V 16. století pak vrcholu v pochopení a praktikování wabi-sabi v čajovém obřadu dosáhl čajový mistr Sen no Rikjú.
Styl wabi-sabi se pak dále rozvíjej i v dalších odvětvích japonské kultury, jako např. básně haiku (viz Bašó), kaligrafie, keramika (např. styl Raku a Hagi), architektura, tvorba japonských zahrad, ikebany a bonsají a jiných.

## Současnost
V západním světě se wabi-sabi dostalo do povědomí s otevření Japonska světu v 19. století spolu s dalšími prvky východní kultury. Zásadní publikací, která pro západní svět jaksi ukotvila pojem wabi-sabi do povědomí, je kniha amerického spisovatele Leonarda Korena: Wasbi-sabi pro umělce, designéry, básníky a filozofy.
V moderní společnosti se principy wabi-sabi uplatňují v interiérové architektuře . Avšak jak se tento přístup stává částečně módním (spolu s dalšími aspekty japonské kultury), tak může být za wabi-sabi vydáváno něco, co už jím kvůli komercializaci být nemusí.